# Teatro mediorientale della prima guerra mondiale
Il teatro di guerra del Medio Oriente durante la prima guerra mondiale (28 luglio 1914 - 11 novembre 1918) rappresenta l'insieme delle campagne militari combattute dall'Impero ottomano alleato agli imperi centrali contro l'Impero russo e l'Impero britannico. Accanto a queste tre potenze principali ebbero un ruolo importante in questo teatro gli irregolari arabi che parteciparono alla rivolta araba e le truppe volontarie armene, che inizialmente diedero vita alla resistenza armena contro gli ottomani e poi divennero le forze armate della nuova Prima Repubblica di Armenia.
In questo teatro di guerra vengono distinte cinque campagne militari principali:
- campagna del Sinai e della Palestina
- campagna della Mesopotamia
- campagna del Caucaso
- campagna di Persia
- campagna di Gallipoli

Sono state combattute altre tre campagne considerate minori:
- campagna della rivolta araba
- campagna del Nord Africa
- campagna di Aden

Fanno parte di questo teatro di operazioni anche la campagna di Arabia e la campagna di Aden. Caratteristica ricorrente nelle varie campagne della regione del Medio Oriente fu l'asimmetria fra le diverse forze in conflitto. Non esiste una data unica che indica la fine delle operazioni nel teatro: fra russi e ottomani la guerra terminò con l'armistizio di Erzincan (5 dicembre 1917) a cui fece seguito il trattato di Brest-Litovsk (3 marzo 1918); la conferenza di pace di Trebisonda (14 marzo - 5 aprile 1918) e il trattato di Batumi (4 giugno 1918) conclusero il conflitto fra ottomani e armeni; mentre la fine della guerra con gli Alleati occidentali fu l'armistizio di Mudros (30 ottobre 1918), a cui fece seguito il trattato di Sèvres (10 agosto 1920).
Fu il più vasto fronte della prima guerra mondiale.

## Obiettivi

### Impero ottomano

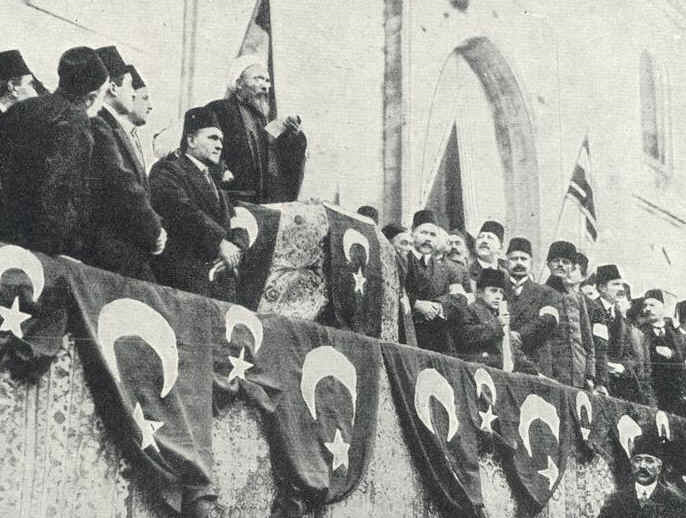
Dichiarazione di guerra degli ottomani.

L'Impero ottomano si unì agli imperi centrali nell'ottobre - novembre 1914, dopo la firma del trattato segreto con la Germania firmato il 2 agosto 1914, trattato che metteva in pericolo i territori del Caucaso russo e le comunicazioni attraverso il canale di Suez fra la Gran Bretagna, i domini imperiali in India e gli altri territori nel lontano oriente dell'Impero britannico. Sul fronte del Caucaso il principale obiettivo dell'Impero ottomano era la riconquista dei territori dell'Anatolia Orientale persi durante la guerra russo-turca del 1877-78, pertanto obiettivi militari immediati erano Artvin, Ardahan, la città fortificata di Kars e il porto di Batumi in Georgia
Un significativo successo delle operazioni militari degli ottomani nella regione del Caucaso avrebbe obbligato i russi a difendere questo "fronte secondario" con unità militari già dispiegate sul fronte europeo, pertanto un'efficace campagna turca sul Caucaso era vista con gran favore dai consiglieri miliari tedeschi.
Altro fattore economico-strategico di grande importanza, soprattutto per i tedeschi, era la possibilità di avere libero accesso alle enormi risorse di idrocarburi nell'area del mar Caspio.
I tedeschi avevano costituito allo scoppio della guerra la Nachrichtenstelle für den Orient, un ufficio di intelligence per l'oriente che aveva come compito lo spionaggio e missioni di sabotaggio in Persia e Afghanistan, allo scopo di indebolire l'intesa fra russi e britannici del 1907, un obiettivo che interessava anche l'Impero ottomano.
Il ministro della guerra ottomano Enver Pascià prevedeva che, se ai russi fosse stato impedito di occupare le città chiave della Persia, per gli ottomani ci sarebbe stata via libera verso l'Azerbaigian, l'Asia centrale e l'India. Una volta che tutte queste nazioni fossero state rimosse dalla sfera di influenza occidentale, il cosiddetto progetto del Pan-Turanismo di Enver prevedeva la creazione di un'area di cooperazione fra questi nuovi stati nazionalistici e l'impero ottomano.
Il progetto di Enver, a suo modo un anti-imperialista, entrava in contrasto diretto con le complesse dinamiche dell'imperialismo occidentale in Asia, che non si erano ancora assestate dopo anni di conflitto. Enver riteneva che le potenze coloniali non avrebbero avuto le risorse per portare avanti una lunga guerra mondiale e allo stesso tempo mantenere il controllo diretto su vasti territori lontani dalla madrepatria. La visione di Enver si dimostrò in larga parte esatta, anche se i risultati reali ottenuti dai diversi movimenti di indipendenza nazionali durante la prima guerra mondiale e nel primo dopoguerra non furono pari alle attese.
Anche dopo la fine della guerra e la spartizione dell'Impero ottomano Enver continuò a perseguire i suoi obiettivi. Morì in combattimento il 4 agosto del 1922 lontano dalla Turchia, presso Baldzhuan nel Turkestan, in uno scontro durante la rivolta dei basmachi contro un battaglione armeno dell'Armata Rossa bolscevica comandato da Hagop Melkumian.

### Impero britannico
La britannica Anglo-Iranian Oil Company aveva acquisito in esclusiva i diritti di sfruttamento dei giacimenti petroliferi nell'Impero persiano. Questi giacimenti erano considerati di fondamentale importanza strategica, visto che nel 1914, prima dello scoppio del conflitto mondiale, il governo britannico aveva raggiunto un accordo con la Anglo-Iranian Oil Company per la fornitura di carburante alla Royal Navy, pertanto era necessario impedire agli ottomani di occupare i campi petroliferi.

### Impero russo
Per la Russia il fronte del Caucaso rappresentava un fronte secondario rispetto all'importanza del fronte orientale. La Russia aveva conquistato nel 1877 la città fortezza di Kars durante la guerra russo-turca e temeva una campagna degli ottomani sul Caucaso che puntasse alla riconquista di questa città e del porto di Batumi. Nel marzo 1915, durante un incontro con l'ambasciatore britannico George Buchanan e con l'ambasciatore francese Maurice Paléologue, il ministro degli esteri russo Sergej Dmitrievič Sazonov dichiarò che un durevole accordo per il dopo-guerra avrebbe dovuto contemplare il passaggio ai russi di Costantinopoli, dello stretto del Bosforo e dei Dardanelli, del mar di Marmara, della Tracia meridionale fino alla linea Enos-Midia e di parte della regione costiera turca sul mar Nero fra il Bosforo, il fiume Sakarya e un punto da determinarsi vicino alla baia di İzmit. Il piano del governo zarista prevedeva inoltre la sostituzione della popolazione musulmana dell'Anatolia settentrionale e di Costantinopoli con i più affidabili coloni cosacchi.

### Armenia
Allo scoppio della prima guerra mondiale all'interno dell'Impero ottomano viveva una grande comunità armena, diffusa su gran parte del territorio, ma concentrata soprattutto nella regione di confine con la Russia. Fra i numerosi popoli che abitavano la regione del Caucaso, il popolo armeno fu quello che ebbe certamente il ruolo più attivo durante la Grande Guerra.
Il movimento di liberazione nazionale dell'Armenia aveva come obiettivo finale la costituzione di una repubblica in Armenia. Il principale partito politico degli armeni, la Federazione Rivoluzionaria Armena (nota anche con il nome di Dashnak), raggiunse questo obiettivo quando venne riconosciuta a livello internazionale la Prima Repubblica di Armenia nel maggio 1918, dopo il collasso dell'Impero russo e i caotici eventi seguiti alla rivoluzione.
Inoltre, fin già dal 1915, fu costituita dai russi l'Amministrazione dell'Armenia occidentale, che divenne poi la Repubblica dell'Armenia montanara; anche la Dittatura Centrocaspiana fu costituita nel 1918 con un contributo degli armeni.

## Schieramenti militari

### Impero ottomano e potenze centrali
Dopo la rivoluzione dei Giovani Turchi e l'avvio della seconda era costituzionale (in turco İkinci Meşrûtiyet Devri) il 3 luglio 1908, prese il via anche una grande riforma militare. I quartier generali dell'esercito furono modernizzati. L'impero ottomano fu impegnato nella guerra italo-turca (1911-12) e nelle guerre balcaniche (1912-13), che obbligarono altre azioni di riorganizzazione dell'esercito, appena pochi anni prima dello scoppio della guerra mondiale.
Ogni quartier generale di armata prevedeva un capo di stato maggiore, una sezione operativa, una sezione di intelligence, una sezione logistica e una sezione dedicata al personale. Inoltre, seguendo una consolidata tradizione dell'esercito ottomano, anche i dipartimenti di supporto per i rifornimenti, la sanità e i servizi veterinari erano inclusi nell'organizzazione delle armate.
Nel 1914, prima che l'impero entrasse in guerra, le quattro armate ottomane erano suddivise in corpi e divisioni, essendo ciascuna divisione composta da reggimenti di fanteria e un reggimento di artiglieria. Prima della guerra le maggiori unità militari erano:
- la Prima armata con 15 divisioni
- la Seconda armata con 4 divisioni, una divisione indipendente di fanteria, con 3 reggimenti e una brigata di artiglieria
- la Terza armata con 9 divisioni, 4 reggimenti indipendenti di fanteria e 4 reggimenti indipendenti di cavalleria (unità tribali)
- la Quarta armata con 4 divisioni

Nell'agosto 1914, delle 36 divisioni di fanteria in organico, ben 14 erano di nuova formazione; in breve tempo 8 delle nuove divisioni furono ridispiegate. Durante la guerra mondiale, furono organizzate altre armate: nel 1915 la Quinta e la Sesta armata, nel 1917 la Settima e l'Ottava armata, nel 1918 la Kuva-i İnzibatiye (forze dell'ordine) e l'Esercito islamico del Caucaso, costituito da un solo corpo.
Dopo quattro anni di guerra, nel 1918, le armate ottomane erano talmente logorate che lo stato maggiore fu costretto a utilizzare la definizione gruppo d'armate per indicare una nuova organizzazione delle unità: furono formati così il Gruppo di Armate Orientale e il Gruppo di Armate Yıldırım (Gruppo di Armate "Folgore"). Comunque, sebbene il numero di armate fosse aumentato nei quattro anni di guerra, il flusso di risorse in termini di uomini e mezzi costituì un continuo e grave problema, pertanto gli effettivi di un gruppo d'armate del 1918 non erano in numero maggiore a quelli delle armate del 1914.
Nell'ultimo anno di guerra l'esercito ottomano era ancora sufficientemente organizzato e in grado di condurre operazioni militari in modo efficace.
Gran parte del materiale bellico degli ottomani fu fornito dai tedeschi e dagli austro-ungarici, che si occupavano anche della manutenzione. La Germania fornì anche un gran numero di consiglieri militari. Una forza formata da truppe specializzate - l'Asia Korps - fu inviata nell'impero nel 1917; l'anno seguente l'Asia Korps fu rinforzato e comprendeva 2 reggimenti. La Germania organizzò all'inizio del 1918 anche una seconda formazione militare, la forza di spedizione tedesca in Caucaso, la cui zona di operazioni era l'ex Transcaucasia russa.
Primi obiettivi della forza di spedizione erano mettere in sicurezza le forniture di petrolio per la Germania e mantenere nella sfera di influenza tedesca la nuova Repubblica Democratica di Georgia. Tali azioni portarono Impero ottomano e Germania vicine al conflitto, con scambi di accuse durante gli ultimi mesi di guerra.

### Potenze dell'Intesa

#### Impero russo
Al momento dello scoppio della guerra, sul confine del Caucaso, la Russia aveva schierato l'Armata del Caucaso, tuttavia circa metà degli effettivi furono quasi subito ridispiegati sul fronte orientale dopo le disfatte subite contro i tedeschi nelle battaglie di Tannenberg e dei Laghi Masuri, lasciando così una forza di circa 60 000 uomini nel teatro meridionale.

#### Armenia
Nell'estate del 1914 furono organizzate delle unità di volontari armeni per affiancare in combattimento le unità regolari dell'esercito russo, in questo modo furono subito disponibili nella guerra contro gli ottomani circa 20 000 volontari, arruolati anche nelle città ottomane occupate dai russi. I volontari armeni aumentarono durante il corso della guerra, tanto che Boghos Nubar dichiarò alla conferenza di pace di Parigi che tra le loro file si contavano 150 000 uomini.

#### Impero britannico
Fin dal 1914 alcune unità militari della British Indian Army erano dislocate nella zona d'influenza britannica della Persia meridionale. Queste unità avevano acquisito una notevole esperienza nel confrontarsi con le forze tribali che si opponevano agli occupanti stranieri. Successivamente i britannici costituirono la Mediterranean Expeditionary Force (MEF), la British Dardanelles Army, la Egyptian Expeditionary Force (AEF), e infine nel 1917 la Dunsterforce sotto il comando di Lionel Dunsterville, un'unità che raggruppava circa 1 000 australiani, britannici, canadesi e neozelandesi supportati da autoblindo, che avevano il compito di opporsi alle forze ottomane sul Caucaso.
Nel 1916 una rivolta araba cominciò nella regione di Hegiaz. Circa 5 000 soldati regolari (in gran parte ex prigionieri di guerra di origine araba) si unirono alle forze dei ribelli. Parteciparono anche unità tribali irregolari guidate dall'emiro Faysal e da consiglieri militari britannici, il più noto dei quali fu Thomas Edward Lawrence.

#### Francia
La Francia inviò in questo teatro la legione franco-armena, unità aggregata alla Legione straniera. Il ministro degli esteri Aristide Briand si era impegnato a mandare truppe secondo le clausole dell'accordo Sykes-Picot, ancora mantenuto segreto. Boghos Nubar, leader dell'Assemblea nazionale armena, ebbe un incontro con Sir Mark Sykes e Georges Picot dopo la firma dell'accordo franco-armeno del 1916. In seguito il generale britannico Edmund Allenby, comandante dell'Egyptian Expeditionary Force, ampliò l'accordo originale.
La legione armena combatté in Palestina e in Siria. A molti dei volontari arruolati nella Legione straniera che riuscirono a sopravvivere ai primi anni di guerra fu consentito di passare nei ranghi dei rispettivi eserciti nazionali.
Durante tutto il periodo di conflitto il movimento di liberazione nazionale dell'Armenia ebbe il controllo sui fedayyin armeni (in armeno Ֆէտայի?), noti anche come milizia armena. Nel 1917 il Dashnak organizzò il corpo armeno sotto il comando del generale Tovmas Nazarbekian. Questa unità militare in seguito alla proclamazione nel 1918 della Prima Repubblica di Armenia, divenne la forza armata del nuovo Stato armeno, mentre Nazarbekian divenne il primo comandante in capo dell'esercito.

### Reclutamento ottomano

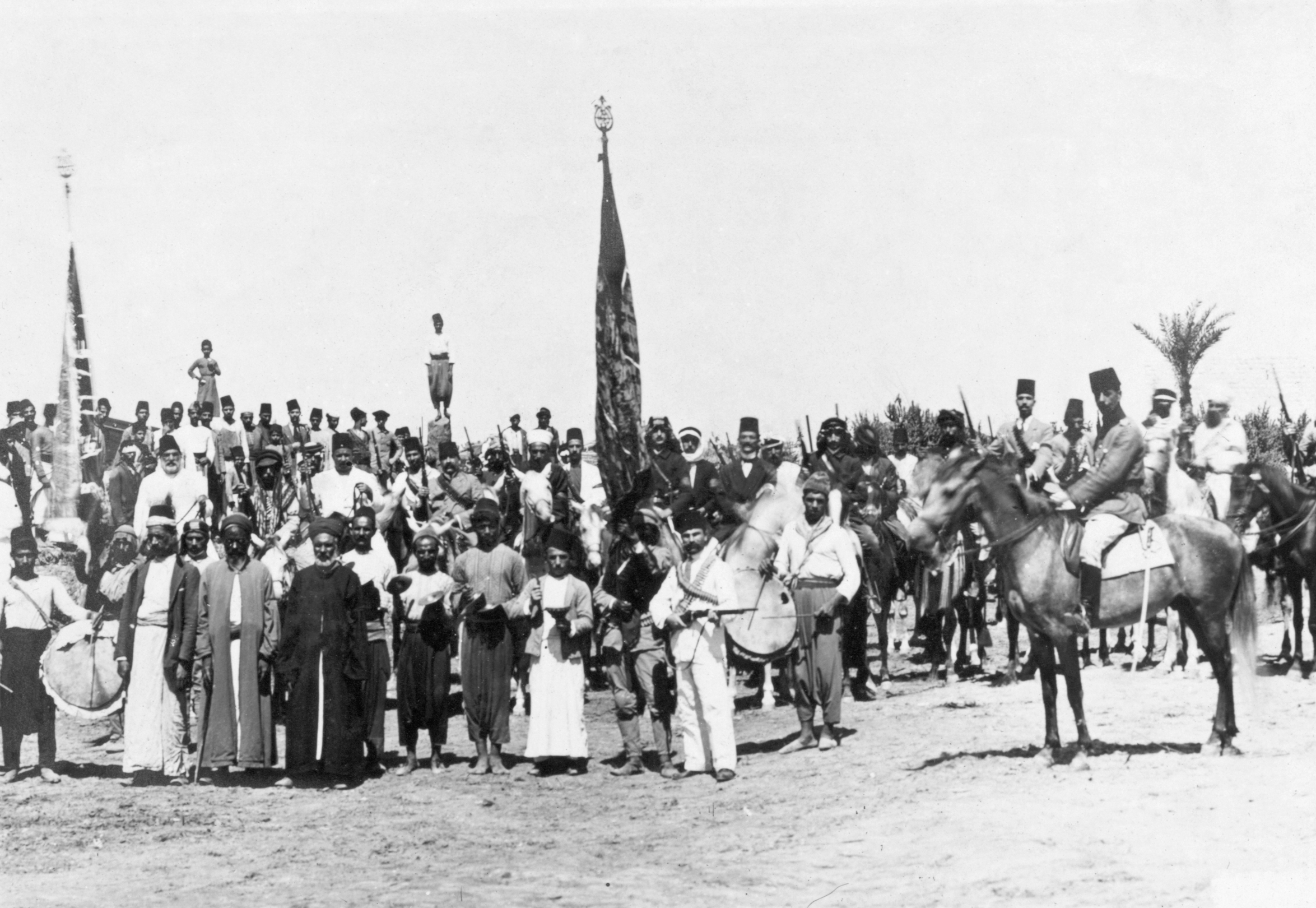
Reclutamento militare ottomano presso Tiberiade.

Il 12 maggio 1914 entrò in vigore una nuova legge per il reclutamento nelle forze armate dell'impero ottomano, legge che abbassava il limite di età per il reclutamento da 20 a 18 anni e aboliva il sistema della riserva o redif. La durata del servizio militare era fissata a due anni per la fanteria, 3 anni per altre specialità dell'esercito e 5 anni per la marina militare.
Durante la guerra il disposto della legge rimase largamente sulla carta: tradizionalmente l'arruolamento nelle forze armate ottomane si basava sui volontari provenienti dalla popolazione musulmana dei territori dell'impero. Inoltre anche numerosi gruppi di persone provenienti da altri settori della società ottomana si arruolarono come volontari durante la guerra.
Furono formate anche unità militari composte da turchi del Caucaso e della Rumelia, che presero parte alle campagne in Mesopotamia e Palestina. I volontari non erano solo turchi: si arruolarono anche volontari arabi e beduini che parteciparono alle campagne contro i britannici in Mesopotamia e per la conquista del canale di Suez.
Queste forze di volontari non fornirono un contributo sostanziale alla guerra, inoltre erano ritenute inaffidabili rispetto alle forze dell'esercito regolare, in quanto non erano truppe addestrate bene al combattimento ed erano motivate solo dalla speranza di guadagno.
Nel momento in cui la guerra divenne ancor più dura il sistema dei volontari cessò sostanzialmente di esistere.

### Reclutamento armeno

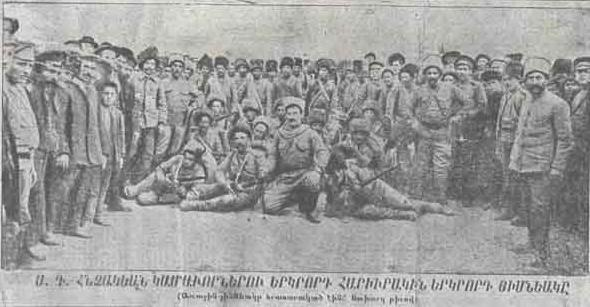
Gruppo di armeni arruolato dai russi per le unità di volontari.

Prima della guerra la Russia aveva organizzato un sistema di arruolamento di volontari che sarebbe stato impiegato per la campagna del Caucaso. Nell'estate del 1914 le unità di volontari armeni erano state reclutate e inquadrate all'interno delle forze armate russe; dato che i cittadini armeni di nazionalità russa erano stati mobilitati e inviati sul fronte orientale europeo, queste unità di volontari erano formate esclusivamente da armeni di cittadinanza non russa oppure non soggetti al servizio militare obbligatorio.
Ai distaccamenti armeni viene attribuito un ruolo importante nei successi militari ottenuti dai russi sul Caucaso nei primi due anni di guerra: gli armeni conoscevano le regioni dove si combatteva, le strade e i passi montani, erano abituati alle condizioni climatiche e soprattutto avevano grandi motivazioni e speranze che li spingevano al combattimento.
Le unità di volontari armeni erano piccole, molto rapide sul terreno e perfettamente adeguate alle tattiche di guerriglia messe in pratica contro gli ottomani, furono di grande aiuto nel ruolo di avanguardia e avanscoperta per le unità regolari russe e presero parte a numerosi combattimenti.

### Forze asimmetriche
Nel vastissimo teatro militare del Medio Oriente parteciparono alle diverse campagne non solo le unità degli eserciti regolari, ma anche truppe irregolari, unità tribali, guerriglieri e insorti: per questa ragione il conflitto appartiene anche alla categoria nota adesso come guerra asimmetrica.
Contrariamente a ciò che si ritiene, l'idea di un'insurrezione delle diverse popolazioni arabe all'interno dell'Impero ottomano non fu di Thomas Edward Lawrence o dell'esercito britannico, ma provenne dall'Arab Bureau del Foreign Office britannico. Questa idea si concretizzò nella insurrezione nota col nome di rivolta araba.
L'Arab Bureau de Il Cairo riteneva che dal punto di vista strategico sarebbe stata di grande efficacia una campagna di supporto alle tribù e alle popolazioni separatiste all'interno dell'Impero ottomano.
La campagna, condotta e finanziata dalle potenze straniere, avrebbe obbligato il governo ottomano a destinare notevoli risorse allo scopo di sedare le ribellioni. Le previsioni dell'Arab Bureau si rivelarono corrette: per le iniziative di contrasto alle ribellioni gli ottomani furono costretti a destinare una quantità ingente di risorse, quantità ben superiore a ciò che spesero gli alleati in supporto ai ribelli.
Sul fronte avversario la Germania aveva creato il Nachrichtenstelle für den Orient (Ufficio di Intelligence per l'Oriente) fin dall'inizio della guerra. Questa organizzazione aveva il compito di promuovere e sostenere i movimenti nazionalisti, sovversivi e le insurrezioni all'interno dell'India britannica (il Raj britannico), in Persia e in Egitto.
Le operazioni di intelligence tedesco in Persia, che avevano lo scopo di creare disordini e ribellioni nell'area del golfo Persico, furono guidate da Wilhelm Wassmuss, un diplomatico tedesco noto anche come il "Lawrence d'Arabia tedesco" o "Wassmuss di Persia".

## La zona delle operazioni
La regione in cui si svolse la campagna del Caucaso si estendeva dal Caucaso all'Anatolia Orientale, comprendendo anche le città di Trebisonda, Bitlis, Muş e Van. Le operazioni militari della marina russa si svolsero nella regione del Mar Nero.
La campagna di Persia fu combattuta nell'Azerbaigian persiano e nella Persia occidentale (le province dell'Azerbaigian Orientale, dell'Azerbaigian Occidentale e di Ardabil), comprese le città di Tabriz, Urmia, Ardabil, Maragheh, Marand, Mahabad e Khoy.
La campagna di Gallipoli si svolse interamente nel territorio della penisola di Gallipoli.
La campagna della Mesopotamia coinvolse le terre bagnate dai fiumi Eufrate e Tigri, incluse le città di Bassora, Kut e Baghdad. Il problema principale di quest'area di operazioni fu lo spostamento di uomini e rifornimenti attraverso le paludi della Mesopotamia e i deserti che circondano la zona del conflitto.
La campagna del Sinai e della Palestina ebbe luogo nella penisola del Sinai, in Palestina, e in Siria, dal canale di Suez fino al confine meridionale dell'odierna Turchia.
Le forze dell'Impero ottomano furono impegnate soprattutto nella difesa dei territori dell'impero, tuttavia circa 90 000 uomini furono inviati sul fronte orientale nel 1916, per partecipare alle operazioni in Romania durante la campagna dei Balcani.
Le potenze centrali avevano richiesto agli ottomani di inviare delle truppe in supporto alle operazioni militari contro l'esercito russo sul fronte orientale. In seguito si ritenne che questa decisione fosse stata un errore, dato che queste forze sarebbero state maggiormente utili nella protezione del territorio ottomano quando era in corso la massiccia offensiva di Erzurum. La decisione di inviare un contingente ottomano sul fronte orientale fu presa da Enver. Inizialmente Erich von Falkenhayn, capo di stato maggiore tedesco, aveva rifiutato questo aiuto, mentre il suo successore, Paul von Hindenburg, accettò l'offerta anche se non pienamente convinto.
La decisione di mandare dei rinforzi ottomani fu presa dopo l'offensiva Brusilov, quando le potenze centrali si ritrovarono a corto di uomini sul fronte orientale. All'inizio del 1916 Enver inviò il XV Corpo in Galizia, il VI Corpo in Romania, e il XX Corpo e il 177º reggimento di fanteria in Macedonia. Fonti turche riportano che per queste operazioni furono inviati rispettivamente 117 000 e 130 000 uomini, dei quali circa 8 000 morirono in combattimento, mentre altri 22 000 furono feriti.

### Zone di supporto
Gli ottomani speravano di riuscire a ridurre l'impegno dei britannici nel teatro del Medio oriente attraverso la campagna del Nord Africa del vicino teatro africano. Essi avevano mantenuto una presenza militare in Nord Africa sin dai tempi della guerra italo-turca del 1911-12. Enver supportava le azioni di resistenza in Libia al regime coloniale italiano anche per le affinità religiose fra turchi e popolazione libica.
La nascita del nuovo nazionalismo libico fu alimentato da questa resistenza agli italiani. L'influenza dei Senussi era maggiore in Cirenaica, dove questi erano riusciti a liberare la regione dalle agitazioni e dall'anarchia concedendo alle locali popolazioni tribali unità di intenti. All'inizio del 1915 l'Italia e Impero ottomano non erano in guerra.
Sul teatro libico combatterono in supporto dei senussi circa 500 militari ottomani fra soldati e ufficiali, mentre la milizia dei senussi schierava fra 15 000 e 30 000 uomini, secondo fonti turche e italiane. Allo scoppio della guerra la milizia senussi era una forza ben addestrata sotto la guida di ufficiali ottomani del servizio segreto Teşkilat-ı Mahsusa. Quando l'Italia dichiarò guerra alle potenze centrali il 24 maggio 1915, la guerra fra italiani e senussi divenne parte del conflitto mondiale e lo stato maggiore ottomano mandò consiglieri e armi ad Ahmad al-Sharif, l'uomo che guidava la ribellione dei senussi col titolo di Amir-al-Muminin.
Gli agenti tedeschi e ottomani inoltre incoraggiavano le ribellioni contro gli alleati in Libia e Marocco (che era stato annesso alla Francia nel 1912), e queste regioni non erano in pieno controllo alleato quando la guerra cominciò in Europa. Armi leggere furono consegnate agli insorti utilizzando gli U-Boot partiti dalle coste della Germania o dell'Austria-Ungheria, oppure attraverso paesi neutrali come la Spagna. I senussi ottennero un certo successo nel deserto del Sahara, respingendo gli italiani da Fezzan e bloccando britannici e francesi nelle regioni di frontiera di Egitto e Algeria. Al termine della prima guerra mondiale la Libia era ufficialmente fuori dal controllo ottomano, tuttavia militari ottomani rimasero nella regione fino ai primi mesi del 1919. Le rivolte dei berberi in Marocco e Libia proseguirono anche dopo la fine della guerra, fino a quando furono definitivamente sedate (in Libia) alla fine degli anni venti da Rodolfo Graziani, che era al comando delle forze italiane incaricate di pacificare i senussi. Durante questa "pacificazione" morirono decine di migliaia di prigionieri libici.

## Cronologia

### Preludio

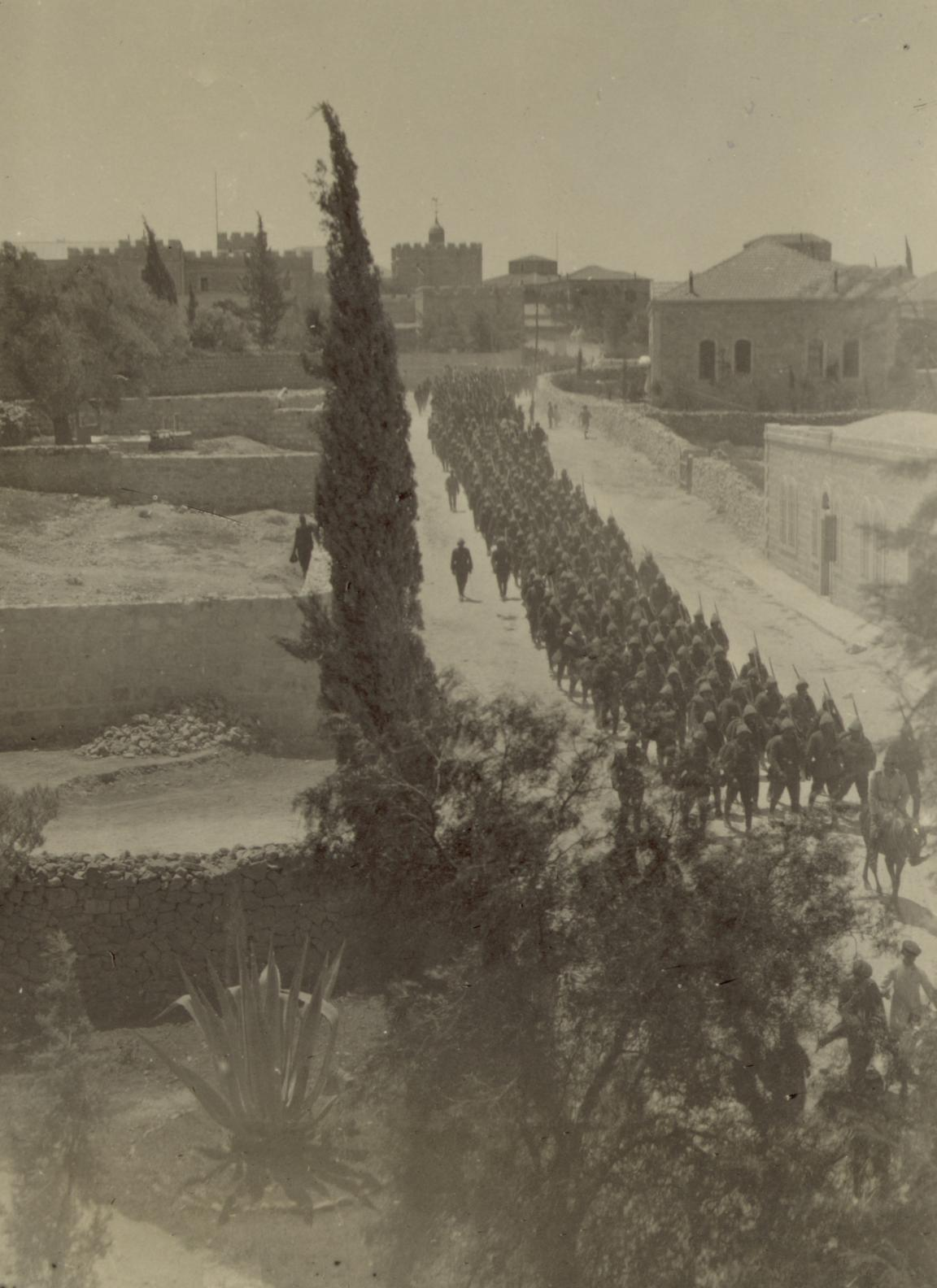
Prima della guerra (1914): reclute durante una marcia di addestramento.

Nel luglio 1914 la situazione politico-diplomatica ottomana cambiò in modo drastico a seguito degli eventi in Europa. L'impero ottomano concluse un accordo segreto con la Germania il 2 agosto 1914, accordo al quale fece seguito un altro trattato con la Bulgaria.
Il ministero della guerra ottomano sviluppò due principali piani militari. Bronsart von Schellendorf, membro della missione militare tedesca presso l'impero, che era stato nominato assistente capo dello stato maggiore ottomano, il 6 settembre 1914 mise a punto un piano strategico che prevedeva un attacco verso l'Egitto da parte della Quarta armata e in Anatolia Orientale un attacco contro i russi da parte della Terza armata. Nell'alta gerarchia militare ottomana c'era opposizione al piano di Schellendorf. L'opinione più diffusa era che Schellendorf pianificava una condotta militare che avrebbe portato benefici alla Germania, piuttosto che tenere conto delle effettive condizioni dell'Impero ottomano. Hafız Hakkı Pascià presentò un piano alternativo che era più aggressivo e concentrato sulla Russia. Il piano era basato sullo spostamento di forze via mare verso la costa orientale del mar Nero, dove queste avrebbero condotto un'offensiva contro i russi. Il piano di Hakkı fu accantonato dato che l'esercito ottomano mancava di risorse, pertanto fu adottato lo schema di Schellendorf, con il risultato che le operazioni militari ottomane furono combattute in territorio ottomano, portando con sé le inevitabili conseguenze sulle popolazioni civili ottomane. Anche il piano di Schellendorf mancava delle risorse necessarie per condurlo in modo efficace, ma il generale tedesco organizzò in modo adeguato la struttura di comando e controllo dell'esercito e schierò le armate secondo lo schema del piano.
L'azione di Schellendorf produsse anche un migliore piano di mobilizzazione per il reclutamento delle truppe e la loro preparazione per la guerra.
Lo studio dei documenti storici conservati presso l'archivio del ministero della guerra ottomano ha permesso di recuperare i piani di guerra abbozzati da Schellendorf e datati 7 ottobre 1914. Questi abbozzi includevano un supporto ottomano all'esercito bulgaro, un'operazione segreta contro la Romania, delle operazioni di sbarco di truppe ottomane a Odessa e in Crimea con il supporto della marina tedesca.

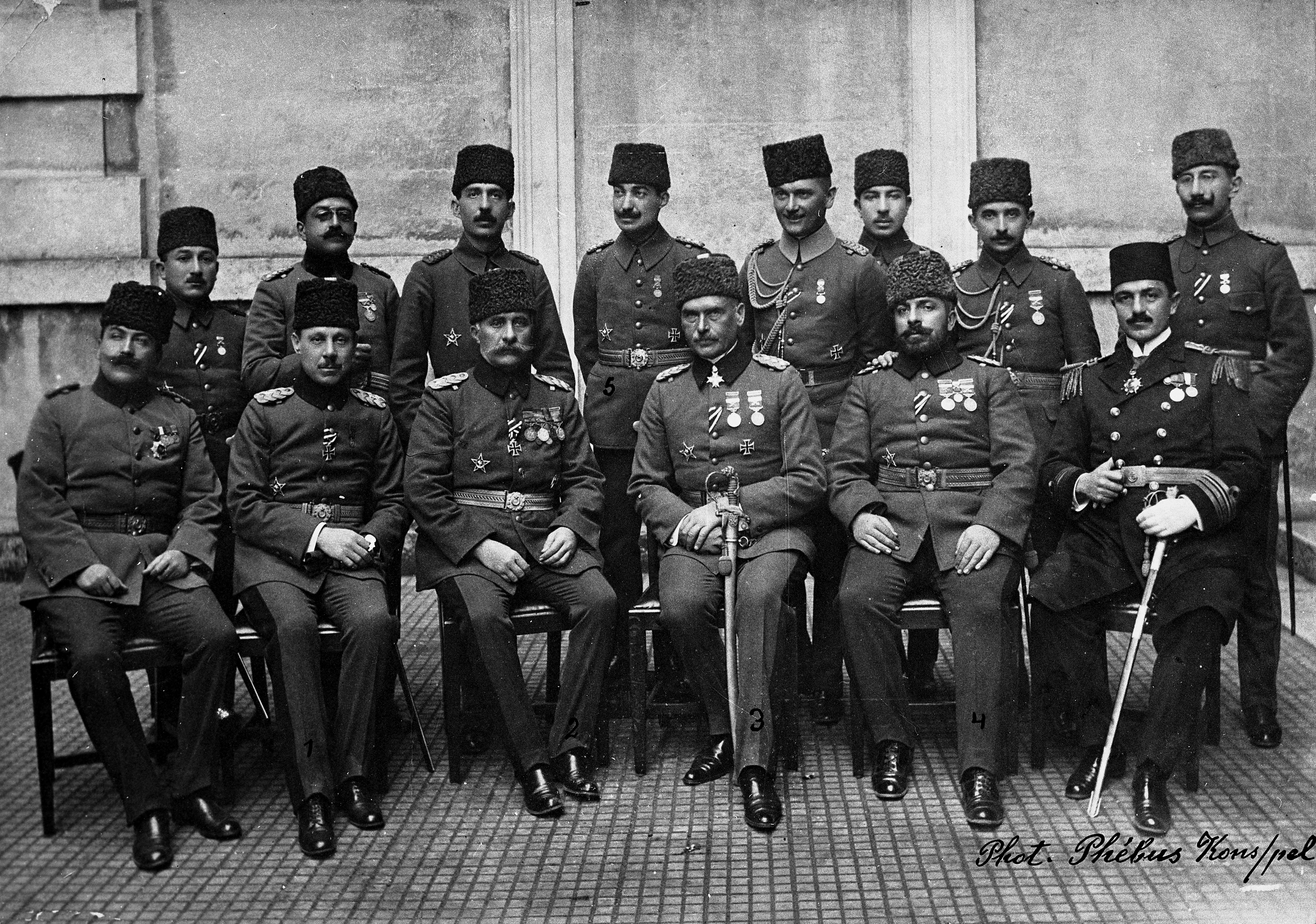
Anno 1914, lo stato maggiore ottomano della campagna del Sinai e della Palestina.

Uno degli aspetti dell'influenza tedesca sulle operazioni militari ottomane fu che durante la campagna di Palestina, la maggior parte dei ruoli di comando nello stato maggiore del gruppo d'armate Yıldırım fu assegnata a ufficiali tedeschi. Anche la corrispondenza fra i quartier generali era condotta in tedesco. Questa situazione terminò con la disfatta finale in Palestina e l'incarico assegnato a Mustafa Kemal di comandare ciò che restava del gruppo di armate Yıldırım.
Durante il luglio 1914 ci furono negoziati fra il Comitato per l'unione ed il progresso (CUP), un'organizzazione politica turca, e gli esponenti armeni riuniti al congresso armeno di Erzurum. La conclusione pubblica del congresso fu "di portare avanti in modo pacifico le richieste armene mediante mezzi legittimi". Il CUP invece ritenne che questo congresso avesse deciso per l'insurrezione degli armeni con l'aiuto dei russi.
Il 29 ottobre 1914 ci fu il primo scontro militare fra ottomani e alleati, quando due navi da guerra tedesche, l'incrociatore da battaglia Goeben e l'incrociatore leggero Breslau, che erano stati inseguite dalla Mediterranean Fleet e si erano rifugiate in acque territoriali ottomane, passarono sotto controllo degli ottomani e bombardarono Odessa, porto russo sul mar Nero.

### 1914

#### Novembre

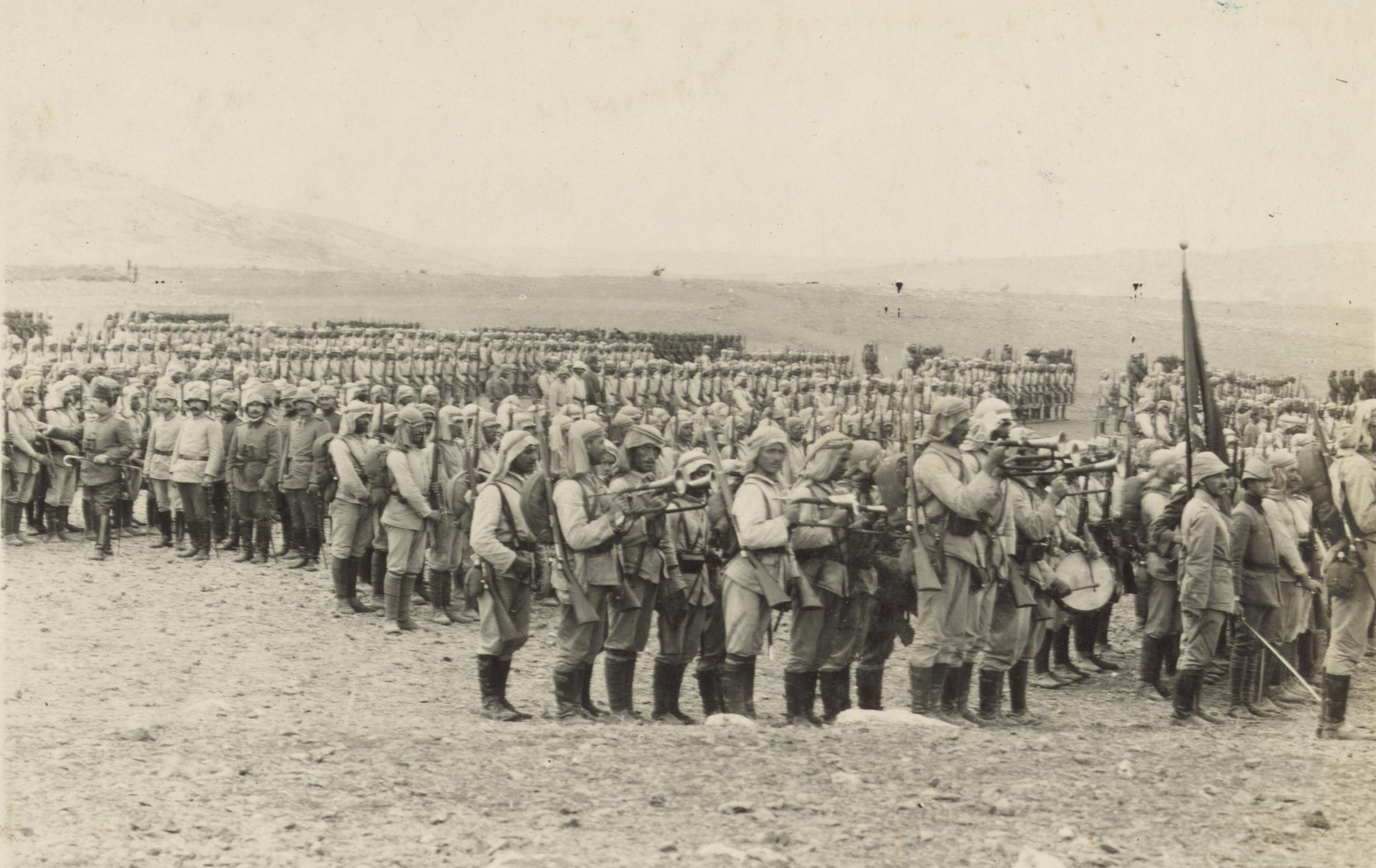
1914, unità militari ottomane si preparano in vista dell'attacco sul canale di Suez.

In novembre il primo lord dell'ammiragliato Winston Churchill propose un suo piano per un attacco navale alla capitale dell'impero ottomano, piano basato in parte su un poco preciso rapporto preparato dal tenente Thomas Edward Lawrence contenente informazioni relative allo stato delle forze ottomane.
L'idea era che la Royal Navy aveva a disposizione un gran numero di navi da guerra obsolete che avrebbero però potuto dimostrarsi utili in questo attacco, se supportate da un minimo numero di forze terrestri destinate ai compiti di occupazione. Le navi da guerra avrebbero dovuto essere pronte per il febbraio 1916.
Nel frattempo all'interno della Quarta armata ottomana si stava organizzando una forza di 20 000 uomini agli ordini del ministro della marina Djemal Pascià con l'obiettivo di conquistare il canale di Suez. L'attacco verso Suez era stato suggerito dal ministro della guerra Enver Pascià per venite incontro alle richieste dell'alleato tedesco. Il capo di stato maggiore della Quarta armata era il colonnello bavarese Friedrich Freiherr Kress von Kressenstein che pianificò l'attacco e organizzò i rifornimenti attraverso il deserto per le unità che avrebbero condotto l'attacco.
Il primo novembre, in anticipo di un giorno rispetto alla dichiarazione di guerra dei russi, ebbe inizio l'offensiva Bergmann, il primo evento bellico della campagna del Caucaso. Le unità russe attraversarono la frontiera con l'obiettivo di conquistare Doğubeyazıt e Köprüköy. Sul settore destro il I Corpo russo mosse da Sarıkamış in direzione di Köprüköy. Sul settore sinistro il IV Corpo russo mosse da Erevan verso l'altopiano Pasinler.
L'offensiva dei russi si concluse senza risultati significativi. Sul fronte opposto il comandante della Terza armata ottomana Hasan İzzet non era favorevole a un'offensiva da condursi durante il terribile inverno della regione del Caucaso. La sua linea d'azione - di rimanere sulla difensiva e passare al contrattacco solo quando si fosse presentata la giusta occasione - fu messa da parte dal ministro della guerra Enver.
Intanto sul fronte mesopotamico il 6 novembre 1914 una forza navale britannica aprì il fuoco sul vecchio forte di Al Faw. Al bombardamento seguì lo sbarco di Faw della Forza di spedizione indiana D (IEF D), che comprendeva la sesta divisione indiana (Poona) guidata dal tenente generale Arthur Arnold Barrett, con Sir Percy Zachariah Cox come ufficiale politico. La difesa di Al Faw era affidata a un piccolo contingente di soldati ottomani, formato da 350 uomini con 4 cannoni. Il 22 novembre i britannici conquistarono la città di Bassora dopo aver sconfitto una forza composta da 2 900 coscritti di nazionalità araba, una forza che faceva parte del comando di area dell'Iraq agli ordini di Suphi Pasha. Suphi Pasha e altri 1 200 uomini furono presi prigionieri. Il quartier generale dell'armata principale ottomana in questo teatro, sotto il comando di Khalil Pasha, era a circa 440 km di distanza nei pressi di Baghdad. Dopo la sconfitta gli ottomani non provarono a riconquistare Bassora.
Il 7 novembre cominciò la controffensiva della Terza armata sul Caucaso, che impegnò l'XI Corpo e divisioni di cavalleria supportate dal reggimento tribale curdo. Entro il 12 novembre il IX Corpo di Ahmet Fevzi Pascià rinforzato dall'XI Corpo sul fianco sinistro e supportato dalla cavalleria costrinse i russi a cedere terreno. I russi ebbero successo sul settore meridionale dell'offensiva, dove i volontari armeni si dimostrarono efficaci e conquistarono Karaköse e Doğubeyazıt. Alla fine di novembre i russi controllavano un saliente di 25 km in territorio ottomano sull'asse Erzurum-Sarıkamış.

#### Dicembre

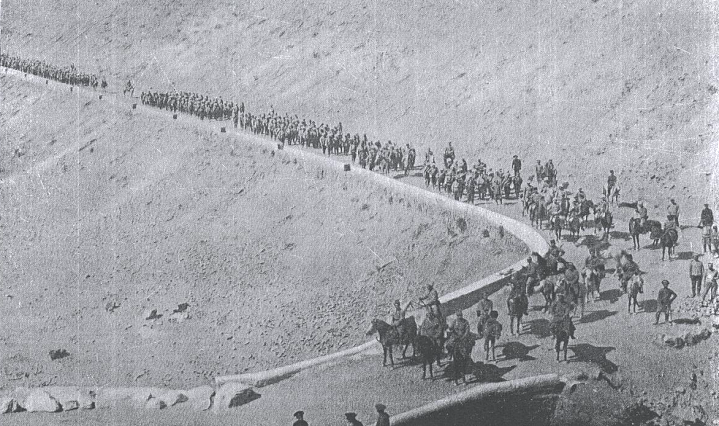
Dicembre 1914: Il primo battaglione armeno, sotto il comando di Andranik, in marcia fra i distretti di Salmast e Urmia in Persia.

In dicembre, nel momento più critico della battaglia di Sarıkamış, il generale Myšlaevskij ordinò il ripiegamento delle forze russe impegnate nella campagna di Persia per essere impiegate a contrastare l'offensiva di Enver. Solo una brigata russa sotto il comando del generale armeno Nazarbekov e un battaglione di volontari armeni rimase in posizione fra Salmast e Urmia.
Mentre gli ottomani preparavano le operazioni militari in Persia, un piccolo contingente di truppe russe attraversava la frontiera persiana. Un'azione russa fra Van e le montagne sul confine persiano fu respinta dalla divisione della gendarmeria di Van, una piccola formazione paramilitare comandata dal maggiore Ferid, che respinse il nemico verso la Persia.
Il 14 dicembre la gendarmeria di Van occupava la città di Kotur, mentre in seguito l'unità mosse verso Hoy, allo scopo di aprire la strada alla V Forza di spedizione di Kazım Bey e alla I Forza di spedizione di Halil Bey, che erano in procinto di avanzare su Tabriz dal punto di partenza stabilito a Kotur. Tuttavia gli effetti della battaglia di Sarikamıs ridussero in modo drastico gli effettivi degli ottomani e queste due forze di spedizione divennero indispensabili altrove.
Il 22 dicembre la Terza armata ottomana ricevette l'ordine di avanzare sulla città di Kars, capitale del Caucaso russo. Enver prese direttamente il comando della Terza armata e mise in esecuzione il piano militare da lui preparato in collaborazione con lo stato maggiore della missione militare tedesca, un piano ambizioso che avrebbe invece portato alla disastrosa battaglia di Sarıkamış. Temendo i possibili effetti catastrofici sul fronte russo della veloce e imponente avanzata della Terza armata, il governatore del Caucaso Voroncov decise la ritirata dell'armata del Caucaso verso Kars. Il comandante dell'armata, il generale Judenic, preferì ignorare gli ordini del governatore.

### 1915

#### Gennaio - marzo
Il 2 gennaio Süleyman Askeri Bey assunse il comando ottomano dell'area dell'attuale Iraq. Enver Pascià aveva compreso che era un errore sottovalutare l'importanza della campagna di Mesopotamia, tuttavia l'esercito ottomano non aveva risorse disponibili da trasferire in questa regione, nell'imminenza dell'attacco alleato su Gallipoli. Süleyman Askeri Bey inviò dei messaggi ai notabili arabi della Mesopotamia per convincerli a dare il loro supporto nella guerra contro i britannici. Il 3 gennaio le forze ottomane occuparono Kurna per provare a riconquistare la città di Bassora. Tuttavia la situazione a Kurna si fece insostenibile per gli ottomani, sottoposti al fuoco dei vascelli della Royal Navy sul fiume Eufrate mentre truppe britanniche muovevano per attraversare il Tigri, minacciando di tagliare la linea fra Kut e Qurna. Avendo valutato di non essere in grado di superare l'imponente sistema difensivo britannico attorno Bàssora, gli ottomani abbandonarono le posizioni a Kurna, dove furono anche presi prigionieri dai britannici un migliaio di soldati.
Sul Caucaso il 6 gennaio il quartier generale della Terza armata si trovò sotto il fuoco nemico. Hafız Hakkı ordinò la ritirata generale dopo la disfatta nella battaglia di Sarıkamış, tuttavia solo il 10% degli effettivi dell'armata fu in grado di ritornare sulle posizioni iniziali. Il ministro Enver lasciò il comando dell'armata. Durante tutto il periodo dell'offensiva invernale ottomana, reparti armeni svolsero azioni di disturbo contro le operazioni degli ottomani, cosicché "il ritardo conseguente [delle truppe ottomane] consentì all'Armata del Caucaso di concentrare forze sufficienti attorno a Sarıkamış".
I britannici e i francesi chiesero alla Russia un impegno maggiore per allentare la pressione tedesca sul fronte occidentale, ma alla Russia occorreva tempo per organizzare le sue forze sul fronte orientale. L'arrivo di nuove e più moderne unità navali russe stava cambiando il rapporto di forze per il predominio sul mar Nero; mentre la campagna di Gallipoli allontanava un gran numero di forze ottomane dal fronte russo e dagli altri fronti, anche se nel marzo 1915 due divisioni della Prima e della Seconda armata ottomana venivano inviate come rinforzo alla Terza.
In febbraio il generale Judenič fu posto al comando dell'Armata del Caucaso, in sostituzione del generale Myšlaevskij. Il 12 febbraio il nuovo comandante della Terza armata ottomana, Hafız Hakkı, moriva di tifo e veniva sostituito dal brigadier generale Mahmut Kamil Pascià. Kamil si impegnò a rimettere in efficienza la Terza armata, dopo la disfatta di Sarıkamış.
Sul settore meridionale intanto l'impero ottomano puntava alla conquista del canale di Suez attraverso la prima offensiva di Suez, e al tempo stesso dava il suo supporto al recentemente deposto Abbas II d'Egitto, ma i britannici bloccarono entrambi i tentativi.

#### La campagna di Gallipoli
All'inizio del 1915 si apriva per l'impero ottomano un nuovo fronte di guerra. Il 19 febbraio una flotta anglo-francese, che includeva la moderna nave da battaglia HMS Queen Elizabeth, incominciava il bombardamento delle postazioni fortificate ottomane sui Dardanelli. L'ammiraglio Sackville Carden inviò il 4 marzo un dispaccio al primo lord del mare Winston Churchill che annunciava l'arrivo della flotta alleata a Costantinopoli entro due settimane.
Il 18 marzo fu lanciato il primo grande attacco che aveva come obiettivo il forzamento degli stretti turchi. La flotta alleata, che comprendeva 18 navi da battaglia e un gran numero di incrociatori e cacciatorpediniere, aprì il fuoco sul punto più stretto dei Dardanelli, dove lo stretto è largo appena un miglio. La nave da battaglia pre-dreadnought francese Bouvet esplose dopo aver urtato una mina, e, dopo essersi capovolta, s'inabissò con tutto l'equipaggio. I dragamine, i cui equipaggi erano formati da civili, erano sotto il costante fuoco delle batterie ottomane e furono costretti a ritirarsi, lasciando non bonificata dalle mine quell'area di mare. La nave da battaglia HMS Irresistible e l'incrociatore da battaglia HMS Inflexible furono pesantemente danneggiati dalle mine, benché nella confusione della battaglia si pensò anche a un siluramento. La nave da battaglia HMS Ocean, inviata in soccorso della Irresistible, fu anch'essa danneggiata dalle mine e alla fine entrambe le navi affondarono. Anche le navi da battaglia francesi Suffren e Gaulois furono pesantemente danneggiate. Queste perdite convinsero gli alleati a rinunciare al tentativo di forzare gli stretti attraverso l'impiego esclusivo della potenza navale.

Gennaio - marzo 1915
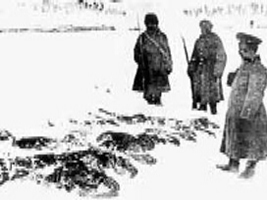
Gennaio 1915, soldati russi recuperano i caduti della Terza armata ottomana dopo la battaglia di Sarıkamış.
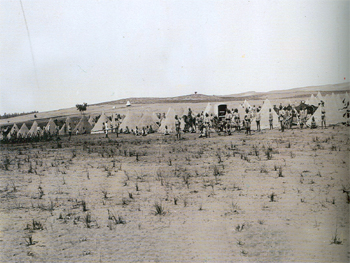
1915, quartier generale della Sesta armata durante la campagna della Mesopotamia.
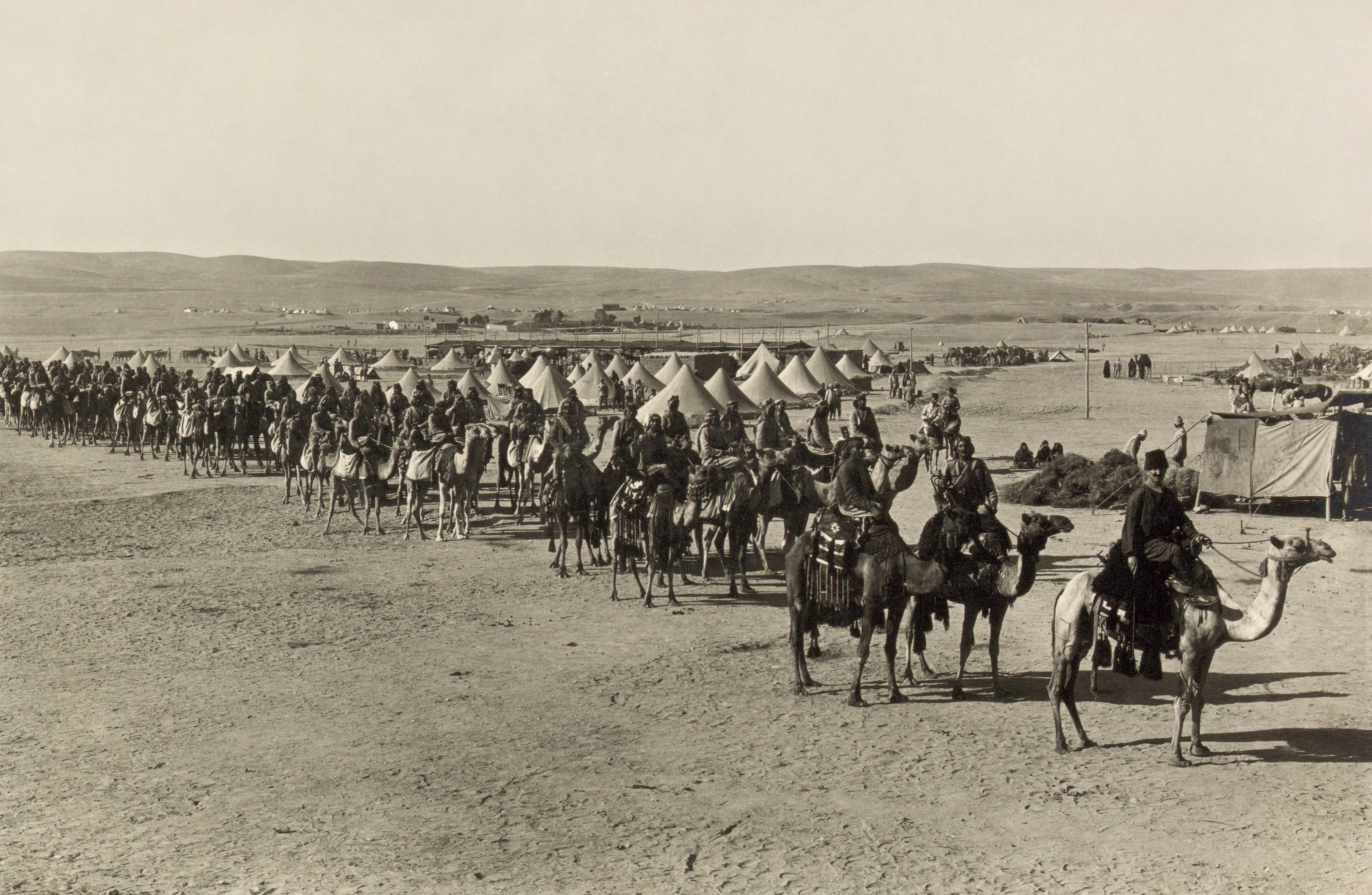
Febbraio 1915, truppe cammellate presso Be'er Sheva durante la campagna del Sinai e della Palestina.
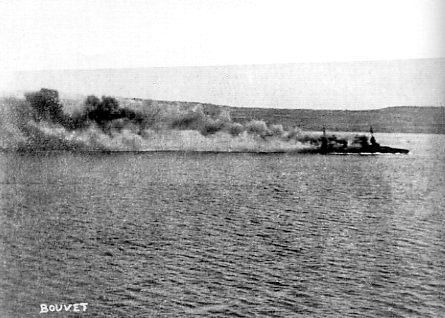
Marzo 1915, la nave da battaglia francese Bouvet poco prima di affondare nei Dardanelli.

#### Aprile - giugno
A seguito dei successi inattesi in Mesopotamia, il comando britannico riconsiderò il suo piano in favore di un atteggiamento più aggressivo. Nell'aprile 1915 fu inviato il generale John Nixon come nuovo comandante. Egli ordinò al maggiore generale Charles Townshend di avanzare verso Kut o anche verso Baghdad se fosse stato possibile.

Aprile - giugno 1915
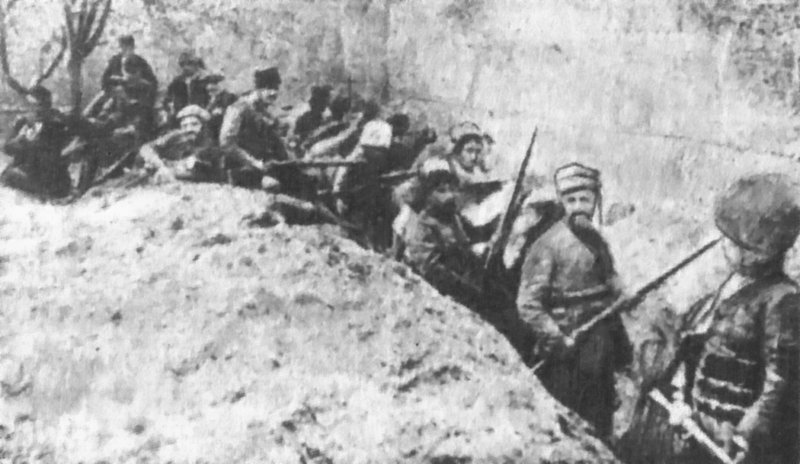
Aprile 1915, truppe armene durante la resistenza di Van.
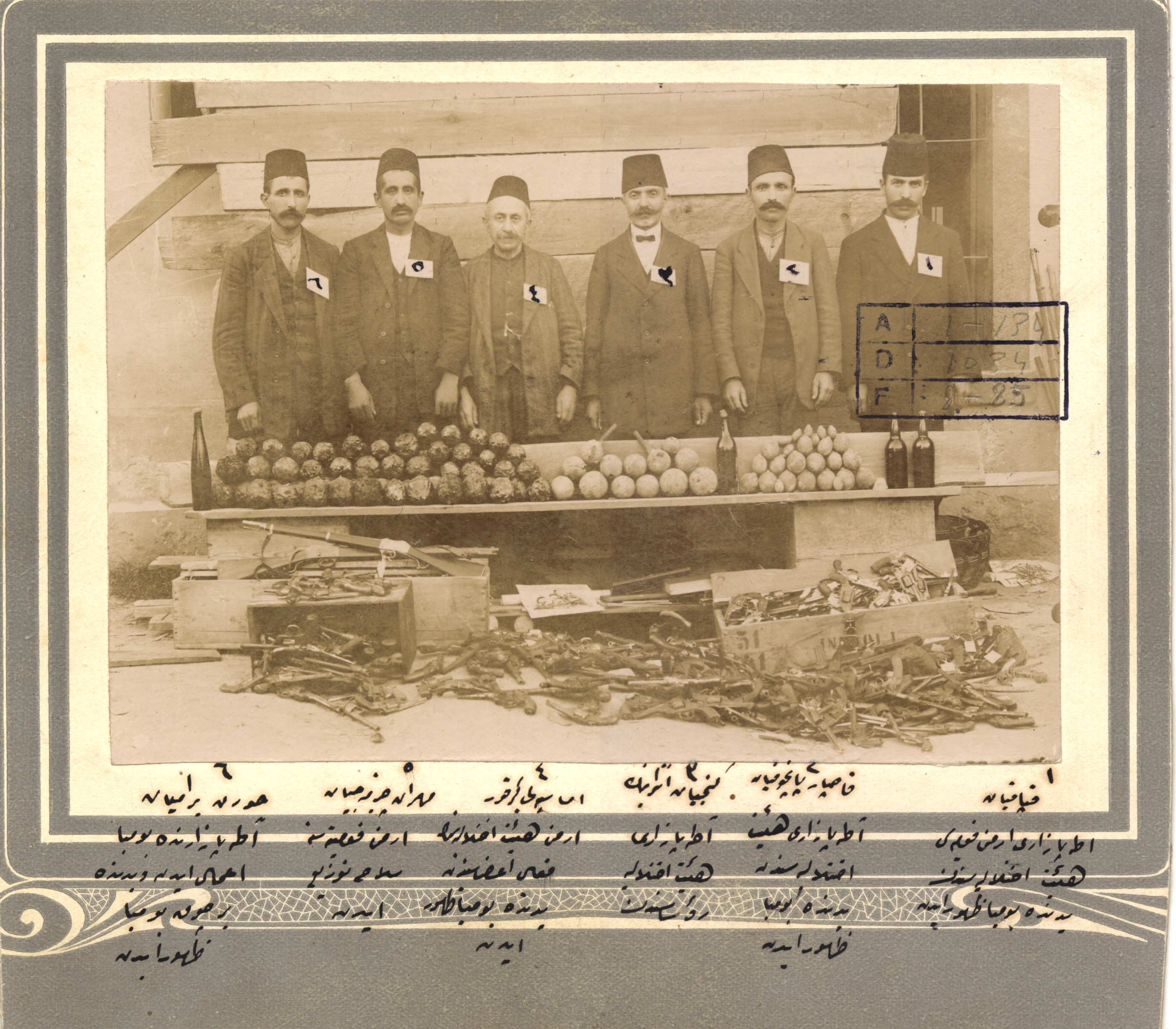
1915, membri della resistenza armena appartenenti al comitato di Adapazarı.